# Melochia caracasana
Melochia caracasana är en malvaväxtart som beskrevs av Nikolaus Joseph von Jacquin. Melochia caracasana ingår i släktet Melochia och familjen malvaväxter. Inga underarter finns listade i Catalogue of Life.